# Алісівська волость
Алісівська волость — адміністративно-територіальна одиниця Ізюмського повіту Харківської губернії з центром у селі Алісівка.
Станом на 1885 рік складалася з 16 поселень, 13 сільських громад. Населення — 4346 осіб (2250 чоловічої статі та 2096 — жіночої), 692 дворових господарства.
|                     | Площа, десятин | У тому числі орної, дес. |
| ------------------- | -------------- | ------------------------ |
| Сільських громад    | 3541           | 3541                     |
| Приватної власності | 17415          | 5008                     |
| Іншої власності     | 208            | 75                       |
| Загалом             | 21164          | 8624                     |

Основне поселення волості:
- Алісівка — колишнє власницьке село при річці Маячка за 50 верст від повітового міста, 260 осіб, 45 дворів, православна церква.
- Сергіївка — колишнє власницьке село при річці Бичок, 566 осіб, 102 двори, православна церква, лавка.
- Шабельківка — колишнє власницьке село при річці Маячка, 753 особи, 102 двори, православна церква, лавка.